# Élections sénatoriales de 1920 dans la Mayenne
Les élections sénatoriales en Mayenne ont lieu le 11 janvier 1920. Elles ont pour but d'élire les 3 sénateurs représentant le département au Sénat pour un mandat de neuf années.

## Mode de scrutin
Ces élections se déroule au scrutin indirect, majoritaire et plurinominal, selon la loi du 10 décembre 1884.
Ne peuvent voter que : 
- de 1 à 24 délégués par commune, élus par chaque conseil municipal ;
- les conseillers généraux ;
- les conseillers d'arrondissements ;
- les députés du département ;
- les sénateurs sortants.

## Sénateurs sortants
| Sénateur | Sénateur         | Parti                   | Fonctions lors de l'élection en 1919                                    |
| -------- | ---------------- | ----------------------- | ----------------------------------------------------------------------- |
|          | Charles Daniel   | Indépendant             | Décédé en 1919                                                          |
|          | Christian d'Elva | Fédération républicaine | Maire de Changé, conseiller général du canton de Laval-Ouest, sénateur. |
|          | Paul Le Breton   | Légitimiste             | Décédé en 1915.                                                         |

## Présentation des candidats
La candidature du général Charles-Arthur Maitrot prévue sur la liste de droite n'aboutit pas.
| Sénateur | Sénateur         | Parti                                                | Fonctions lors de l'élection en 1919                                                                                         |
| -------- | ---------------- | ---------------------------------------------------- | --- |
|          | Gustave Denis    | Liste Républicaine                                   | Propriétaire et directeur de la manufacture de Fontaine-Daniel, ancien sénateur, président du Conseil Général de la Mayenne. |
|          | Constant Jouis   | Liste Républicaine                                   | Médecin, Maire d'Andouillé, conseiller général du canton de Chailland.                                                       |
|          | Charles Gandon   | Liste Républicaine                                   | Maire de Grez-en-Bouère, conseiller général du canton de Grez-en-Bouère.                                                     |
|          | Christian d'Elva | Liste de droite                                      | Maire de Changé, conseiller général du canton de Laval-Ouest, sénateur.                                                      |
|          | Edmond Leblanc   | Liste de droite                                      | Maire du Ribay, conseiller général du canton du Horps                                                                        |
|          | Henry de Serrant | Liste de droite                                      | Maire de Bazouges, conseiller d'arrondissement de Château-Gontier                                                            |
|          | Narcisse Martin  | Candidat de la restauration financière et économique | Propriétaire à Courcité (Mayenne), directeur des Dépêches Dalziel et de l' Agence Nationale à Paris                          |

## Résultats
|                | Gustave Denis          | Liste Républicaine | 313 |  |     |  |     |  |  |  |
|                | Constant Jouis         | Liste Républicaine | 304 |  | 309 |  | 312 |  |  |  |
|                | Charles Gandon         | Liste Républicaine | 299 |  |     |  |     |  |  |  |
|                | Christian d'Elva       | Liste de droite    | 317 |  |     |  |     |  |  |  |
|                | Edmond Leblanc         | Liste de droite    | 305 |  | 309 |  | 304 |  |  |  |
|                | Henry Walsh de Serrant | Liste de droite    | 290 |  |     |  |     |  |  |  |
|                | Narcisse Martin        |                    | 10  |  |     |  |     |  |  |  |
|                | Voix diverses          |                    | 3   |  |     |  |     |  |  |  |
|                |                        |                    |     |  |     |  |     |  |  |  |
| Inscrits       | Inscrits               | Inscrits           | 629 |  | 629 |  | 629 |  |  |  |
| Abstentions    |                        |                    |     |  |     |  |     |  |  |  |
| Votants        | Votants                | Votants            | 619 |  | 619 |  | 619 |  |  |  |
| Blancs et nuls |                        |                    |     |  |     |  |     |  |  |  |
| Exprimés       |                        |                    |     |  |     |  |     |  |  |  |

## Analyse
Le ballottage a été dû au premier tour à la perte de voix qui se sont portées sur Narcisse Martin ; deux sièges sont remportés par la liste républicaine — elle marque grand progrès sur l’élection précédente où les républicains succombèremt avec une minorité moyenne de 60 voix environ.
L’écart de voix existant entre Henry de Serrant et ses colistiers serait le résultat d’une manœuvre du Journal de Château-Gontier : celui ci prétendant que le Prince Henry de la Tour d'Auvergne, maire de Villiers-Charlemagne, votait pour Charles Gandon. Quoique le fait fut évidemment inexact, l’effet n’en fut pas moins produit.